# Dziennik Teatralny
Dziennik Teatralny – pierwszy polski wortal teatralny. Ukazuje się od 30 kwietnia 1998 roku (ISSN 1898-1186).
Idea dla której powstał, to propagowanie ruchu teatralnego i wszelkich teatralnych projektów, dbałość o jak najszybszy i najszerszy dostęp do informacji teatralnej oraz propagowanie w świecie Polski teatralnej
Dziennik Teatralny ma formę codziennie aktualizowanego internetowego dziennika. Zajmuje się zagadnieniami polskiego teatru. Zawiera zbiór artykułów prasowych – dzienników, tygodników i regularnie wydawanych periodyków, które zajmują się między innymi lub wyłącznie tematyką teatralną. 
W celu ułatwienia w dotarciu czytelnika do informacji witryna została podzielona na działy tematyczne.
Dział Aktualności zawiera najświeższe, codzienne doniesienia dotyczące aktualnych spraw z życia teatralnego w kraju i poza jego granicami. Po kilku dniach przenoszone są do działu Wydarzenia, gdzie poukładane chronologicznie stanowią trwały zapis tego, co działo się nie tylko na deskach wielkich instytucji teatralnych w dużych kulturalnych centrach, ale także, a czasami przede wszystkim w odległych od nich niewielkich, zwykłych  miejscowościach, w których często dzieją się rzeczy wielkie i niezwykłe.  Recenzje prezentują opinie krytyków jak również opisy spektakli zrealizowanych w polskich teatrach od 1998 roku. 
Katalogi Premiery i Festiwale dostarczają informacji o najnowszych spektaklach, konkursach, festiwalach i kolejnych edycjach imprez teatralnych. W działach Rozmowy i Zapisy czatów znajduje się kilkaset wywiadów dotyczących spraw teatralnych. Portrety prezentują sylwetki twórców teatralnych. Dział Książki o teatrze publikuje informacje o wydawanych książkach i  wydawnictwach o teatrze.
Redakcja współpracuje z czasopismami teatralnymi, o których informacje i wiele interesujących tekstów można znaleźć w katalogu Prasa. Pod hasłem Szkoły publikowane są informacje dotyczące funkcjonowania szkół teatralnych. Znajdziemy także zbiory felietonów teatralnych, informacje o wystawach i książkach; są działy poświęcone teatrowi muzycznemu, operze i operetce, oraz dział Performance prezentujący prężnie rozwijający się ruch offowy. Na łamach DT można znaleźć repertuar Teatru Telewizji wraz z opisami emitowanych spektakli. Dziennik jest jedynym miejscem, w którym publikowany jest w całości repertuar Teatru Polskiego Radia. Swój kącik mają tu także inicjatywy skupione wokół teatru amatorskiego.
Interesującą inicjatywą redakcji jest uruchomienie w 2003 roku Forum Młodych Krytyków Dziennika Teatralnego, na którym młodzi miłośnicy teatru zrzeszeni w grupach regionalnych mają możliwość krytycznego wypowiedzenia się o spektaklach i wszelkich działaniach teatralnych. FMK wydaje miesięcznie ok. 100 recenzji ze spektakli realizowanych w całej Polsce. 
Redakcja bierze aktywny udział we wspieraniu projektów i działań teatralnych, od publikowania osiągnięć teatrów zawodowych i amatorskich, po patronaty medialne nad przeglądami i festiwalami teatralnymi. Na wortal Dziennik Teatralny składa się zbiór około 100 000 tekstów i poprzez codzienną aktualizację nieustannie się powiększa. 

## Zespół redakcyjny
- przewodnicząca Rady Programowej: prof. Ewa Wąchocka
- redaktor naczelny: Ryszard Klimczak,
- redaktor naczelna Forum Młodych Krytyków: Marta Odziomek,
- redaktor działu Książka o Teatrze: Olga Ptak,
- redaktor organizacyjny Forum Młodych Krytyków: Grażyna Górka,
- redaktor działu Teatralna Witryna Miesiąca: Joanna Skorupa,
- sekretarz redakcji: Marta Odziomek,